# BMX-Rennsport-Weltmeisterschaften 1996
Die BMX-Rennsport-Weltmeisterschaften 1996 fanden vom 16. bis 18. August im britischen Brighton statt. Die Weltmeisterschaften standen erstmals unter der Regie des Radsport-Weltverbands UCI; zuvor hatte sich die International BMX Federation (I.BMX.F.) in die UCI integriert. Damit einher ging eine Umstrukturierung der Rennkategorien, die reduziert und an das in anderen Radsport-Disziplinen übliche System angepasst wurden. Es gab somit Wettkämpfe für die Kategorien Elite und Junioren im BMX-Rennen (Männer und Frauen) sowie im Cruiser (nur Männer). Wettkämpfe für jüngere Altersklassen und Amateure wurden zu einer UCI BMX Racing World Challenge zusammengefasst, die keinen WM-Status hatte.
Schauplatz war die BMX-Bahn im Sheepcote Valley, wo sich ein BMX-Trainingszentrum befand. Die Bahn ist inzwischen verfallen, ihr Verlauf aber noch im Gelände zu erkennen.

## Ergebnisse
Unten angegeben ist jeweils die Rangfolge im Finale. Die genauen Zeiten sind nicht überliefert.

### Frauen Elite
Natarsha Williams kam mit deutlichem Rückstand als Vierte aus der Kurve und konnte in der Folge dennoch an den Fahrerinnen vor ihr vorbeiziehen. Natascha Massop wurde Zweite, Kerstin Munski holte mit der Bronzemedaille die einzige (Stand 2024) Medaille für die deutschen Frauen in der Geschichte der Weltmeisterschaften.
| Platz | Name              |
| ----- | ----------------- |
| 1     | Natarsha Williams |
| 2     | Natascha Massop   |
| 3     | Kerstin Munski    |
| 4     | Karien Gubbels    |
| 5     | Melanie Cline     |
| 6     | Sabine Caballe    |
| 7     | Corine Dorland    |
| 8     | Marie McGilvary   |

### Männer Elite
Im Finale des BMX-Rennens führte vom Start weg Randy Stumpfhauser, doch konnte Dale Holmes zu ihm aufschließen und in der letzten Kurve überholen.
| Platz | Name               |
| ----- | ------------------ |
| 1     | Dale Holmes        |
| 2     | Randy Stumpfhauser |
| 3     | Florent Boutte     |
| 4     | Brian Foster       |
| 5     | Robert de Wilde    |
| 6     | Robert Sprokholt   |
| 7     | Denis Labigang     |
| 8     | Dylan Clayton      |

| Platz | Name               |
| ----- | ------------------ |
| 1     | Jamie Staff        |
| 2     | Jason Richardson   |
| 3     | Florent Boutte     |
| 4     | Randy Stumpfhauser |
| 5     | Travis Turesson    |
| 6     | Dennis Wissink     |
| 7     | David Maltezos     |
| 8     | Denis Labigang     |

### Juniorinnen
| Platz | Name               |
| ----- | ------------------ |
| 1     | Alesha Pollard     |
| 2     | Tatjana Schocher   |
| 3     | Sheila Songcuan    |
| 4     | Ilse Freriks       |
| 5     | Karine Chambonneau |
| 6     | Judith Meza        |
| 7     | Pamela Schäfer     |
| 8     | Ghedy van den Aker |

### Junioren
Im Cruiser-Wettbewerb der Junioren ist nur die Besetzung des Podiums überliefert.
| Platz | Name              |
| ----- | ----------------- |
| 1     | Carmine Falco     |
| 2     | Jason Whitted     |
| 3     | Thierry Fouilleul |
| 4     | Martin Murray     |
| 5     | Bas Weijers       |
| 6     | Sascha Meyenborg  |
| 7     | Scott Burston     |
| 8     | Kevin Royal       |

| Platz | Name           |
| ----- | -------------- |
| 1     | Scott Beaumont |
| 2     | Frédéric King  |
| 3     | Scott Burston  |

## Medaillenspiegel
| Platz  | Land               | Gold | Silber | Bronze | Gesamt |
| ------ | ------------------ | ---- | ------ | ------ | ------ |
| 1      | Großbritannien     | 3    | 0      | 1      | 4      |
| 2      | Australien         | 2    | 0      | 0      | 2      |
| 3      | Frankreich         | 1    | 1      | 3      | 5      |
| 4      | Vereinigte Staaten | 0    | 3      | 1      | 4      |
| 5      | Niederlande        | 0    | 1      | 0      | 1      |
| 5      | Schweiz            | 0    | 1      | 0      | 1      |
| 7      | Deutschland        | 0    | 0      | 1      | 1      |
| Gesamt | Gesamt             | 6    | 6      | 6      | 18     |